# Wissadula glechomifolia
Wissadula glechomifolia är en malvaväxtart som först beskrevs av A. St.-hil., och fick sitt nu gällande namn av R. E. Fries. Wissadula glechomifolia ingår i släktet Wissadula och familjen malvaväxter. Inga underarter finns listade i Catalogue of Life.